# Сусіди з Пекла
Сусіди з Пекла — серія відеоігор-аркад у жанрі Point-and-click розроблених JoWooD Studio Vienna і видані JowooD Entertaiment. Головною метою гри є помста чоловічка Вуді сусідові. Налічується дві гри: Сусіди з Пекла 1: Солодка помста (20 червня 2003) та Сусіди з Пекла 2: На канікулах (5 травня 2004)

## Ігровий процес

### Консольні версії
Версія для платформи Nintendo GameCube і Xbox, яка вийшла в 2005 році, помітно відрізняється від оригіналу: так, у грі 26 рівнів (рівні з ігор «Солодка помста» і «На канікулах», перемішані один з одним). На всіх рівнях очки замінюються монетами, а замість шкали люті тепер заповнюється лічильник злості, який відображається зірочкою. Щоб заповнити його, потрібно послідовно підлаштовувати капості одну за одною. Лічильник збивається, якщо Сусід зауважує Вуді або якщо між капостями Сусід виконає дію, не «зіпсовану» Вуді. Якщо число лічильника дорівнює кількості капостей, Вуді отримує золоту зірку. Якщо Ротвейлер побачить Вуді, у капосника буде шанс втекти від розлюченої жертви в іншу кімнату або сховатися в укриття, але варто враховувати, що Сусід швидко бігає і від нього неможливо сховатися у схованці, якщо він вже стоїть у цій кімнаті і бачить вас. Також він буде бігати, якщо гравець розбудить його собаку (Навіть якщо до того часу в кімнаті вже нікого не буде).
Також у деяких рівнях у будинку сусіда можна помітити його матусю, яка одягнена в фіолетовий халат і в разі, якщо капость торкнулася і її, готова карати сина також, як і в Пекельних канікулах. Додані міні-ігри на зламування замків, на деякі схованки, більшість капостей набагато складніші, ніж в оригіналі, вони не повторюються, а деякі можуть з часом стати неактивними, наприклад мед або жир на яскравому сонці швидко тануть, тому Вуді не повинен надто поспішати, якщо хоче, щоб Сусід попався.
У версії для Nintendo DS відсутні рівні з першої частини, тільки з На канікулах. Також усі міні-ігри виконуються за допомогою сенсорного екрану.